# Baptiste Huyet
Baptiste Huyet (Reims, 6 juli 2000) is een Frans professioneel wielrenner die sinds 2024 uitkomt voor het Franse Unibet Tietema Rockets.

## Carrière
Als tweedejaars junior werd Huyet onder meer twaalfde in La Bernaudeau en negende in La Philippe Gilbert.
Na overwinningen en ereplaatsen in met name het Franse amateurcircuit mocht Huyet eind 2023 stage lopen bij Van Rysel-Roubaix Lille Métropole. Namens die ploeg startte hij in de Ronde van de Ain en de Ronde van de Limousin.
In 2024 werd Huyet prof bij TDT-Unibet Cycling Team. Zijn debuut voor de ploeg maakte hij in de Internationale Wielerweek waar hij op plek 37 in het algemeen klassement eindigde. Later dat jaar werd hij onder meer zestiende in het eindklassement van de Ronde van de Abruzzen en negende in dat van de Ronde van Opper-Oostenrijk. Eind mei 2025 klom hij naar de twaalfde plek in de Mercan'Tour Classic Alpes-Maritimes.

## Ploegen
- 2023 –  Van Rysel-Roubaix Lille Métropole (stagiair vanaf 31 juli)
- 2024 –  TDT-Unibet Cycling Team
- 2025 –  Unibet Tietema Rockets

Bloem · Bomboi · Bouts · Budding · Christophersen · de Vries · Geleijn · Huens · Huyet · Inkelaar · Johannink · Kopecký · Kyffin · Loockx · Maire · Nielsen · Paige · Pedersen · Stockman · Stokbro · Ťoupalík
Bloem · Bomboi · Budding · Carboni · Christophersen · de Vries · Eiking · Geleijn · Huens · Huyet · Inkelaar · Johannink · Kopecký · Kubiš · Kyffin · Loockx · Maire · Meris · Mouris · Nielsen · Paige · Stockman · Stokbro · Ťoupalík · Verschuren